# Premier ministre de Vanuatu
Le Premier ministre est le chef du gouvernement de la république de Vanuatu.
La fonction de Premier ministre est institutionnalisée par la Constitution adoptée lors de l'indépendance du pays en 1980. Les institutions politiques du Vanuatu reposent sur un modèle de régime parlementaire, où le président a un rôle essentiellement cérémoniel, et le Premier ministre est à la tête du gouvernement. L'article 37 de la Constitution dispose ainsi que « [l]e Premier ministre et le Conseil des ministres sont investis du pouvoir exécutif du peuple, lequel s'exerce dans les conditions prévues par la Constitution ou par la loi ».
La Constitution dispose que le Premier ministre est un député élu par ses pairs. Un candidat au poste de Premier ministre doit ainsi obtenir le soutien d'une majorité de ses collègues parlementaires, et, en général, négocier en vue de forger un gouvernement de coalition. Il nomme ensuite ses ministres. En accord avec le système de Westminster, l'art.41 de la Constitution dispose que « [l]e Conseil des ministres est solidairement responsable devant le Parlement ». Le Premier ministre peut être démis de ses fonctions par une motion de censure au Parlement, et cesse d'être Premier ministre s'il perd son siège de député ; là aussi, il s'agit d'une incorporation à la Constitution de conventions constitutionnelles britanniques,.
Le mandat ordinaire d'un Premier ministre est celui d'une législature, c'est-à-dire quatre ans. Néanmoins, depuis le milieu des années 1990, la multiplication des partis politiques représentés au Parlement signifie que les gouvernements reposent sur des coalitions instables, et que les motions de confiance sont devenues fréquentes.

## Liste des Premiers ministres
Les personnes suivantes ont exercé la fonction de Premier ministre de Vanuatu.
Avant l'indépendance du pays en 1980, la fonction de ministre en chef (Chief Minister) est établie en 1977 dans le cadre de l'autonomie politique accordée à la colonie. George Kalsakau (parti Natatok) exerce cette fonction de décembre 1977 à décembre 1978, suivi de Gérard Leymang (UCNH) jusqu'en novembre 1979, puis de Walter Lini.
| #  | Nom                     | Début mandat      | Fin mandat        | Parti                                           | Notes |
| 1  | Walter Lini             | 30 juillet 1980   | 6 septembre 1991  | Vanua'aku Pati                                  | c.f. : gouvernement Lini I |
| 2  | Donald Kalpokas         | 6 septembre 1991  | 16 décembre 1991  | Vanua'aku Pati                                  | |
| 3  | Maxime Carlot Korman    | 16 décembre 1991  | 21 novembre 1995  | Union des partis modérés (UPM)                  | |
| 4  | Serge Vohor             | 21 novembre 1995  | 23 février 1996   | Union des partis modérés (UPM)                  | |
| 5  | Maxime Carlot Korman    | 23 février 1996   | 30 septembre 1996 | Union des partis modérés (UPM)                  | |
| 6  | Serge Vohor             | 30 septembre 1996 | 30 mars 1998      | Union des partis modérés (UPM)                  | |
| 7  | Donald Kalpokas         | 30 mars 1998      | 25 novembre 1999  | Vanua'aku Pati                                  | c.f. : gouvernement Kalpokas II |
| 8  | Barak Sopé              | 25 novembre 1999  | 13 avril 2001     | Parti progressiste mélanésien                   | |
| 9  | Edward Natapei          | 13 avril 2001     | 29 juillet 2004   | Vanua'aku Pati                                  | c.f. : gouvernement Natapei I, II, III |
| 10 | Serge Vohor             | 29 juillet 2004   | 11 décembre 2004  | Union des partis modérés (UPM)                  | c.f. : gouvernement Vohor III |
| 11 | Ham Lini                | 11 décembre 2004  | 22 septembre 2008 | Parti national unifié (PNU)                     | |
| 12 | Edward Natapei          | 22 septembre 2008 | 2 décembre 2010   | Vanua'aku Pati                                  | |
| -  | Sato Kilman             | 2 décembre 2010   | 24 avril 2011     | Parti progressiste populaire                    | |
| -  | Serge Vohor             | 24 avril 2011     | 13 mai 2011       | Union des partis modérés (UPM)                  | Élection déclarée nulle et non avenue par décision de justice le 13 mai 2011. |
| -  | Sato Kilman             | 13 mai 2011       | 16 juin 2011      | Parti progressiste populaire                    | Résomption du mandat interrompu par l'élection annulée de Serge Vohor. L'élection de Sato Kilman le 2 décembre 2010 est elle-même déclarée nulle et non avenue par décision de justice le 16 juin 2011. |
| -  | Edward Natapei          | 16 juin 2011      | 26 juin 2011      | Vanua'aku Pati                                  | Par intérim. Restauration par décision de justice du 16 juin 2011, dans le seul but de convoquer le Parlement pour l'élection d'un nouveau Premier ministre.                                            |
| 13 | Sato Kilman             | 26 juin 2011      | 21 mars 2013      | Parti progressiste populaire                    | c.f. : gouvernement Kilman III, IV |
| -  | Ham Lini                | 21 mars 2013      | 23 mars 2013      | Parti national unifié (PNU)                     | Par intérim. |
| 14 | Moana Carcasses Kalosil | 23 mars 2013      | 15 mai 2014       | Confédération verte                             | c.f. : gouvernement Carcasses |
| 15 | Joe Natuman             | 15 mai 2014       | 11 juin 2015      | Vanua'aku Pati                                  | c.f. : gouvernement Natuman |
| 16 | Sato Kilman             | 11 juin 2015      | 11 février 2016   | Parti progressiste populaire                    | |
| 17 | Charlot Salwai          | 11 février 2016   | 20 avril 2020     | Réunification des mouvements pour le changement | c.f. : gouvernement Salwai I |
| 18 | Bob Loughman            | 20 avril 2020     | 4 novembre 2022   | Vanua'aku Pati                                  | c.f. : gouvernement Loughman |
| 19 | Ishmael Kalsakau        | 4 novembre 2022   | 4 septembre 2023  | Union des partis modérés (UPM)                  | c.f. : gouvernement Ishmael Kalsakau |
| 20 | Sato Kilman             | 4 septembre 2023  | 6 octobre 2023    | Parti progressiste populaire                    | c.f. : gouvernement Kilman VI |
| 21 | Charlot Salwai          | 6 octobre 2023    | 11 février 2025   | Réunification des mouvements pour le changement | c.f. : gouvernement Salwai II |
| 22 | Jotham Napat            | 11 février 2025   | en fonction       | Parti des dirigeants                            | c.f. : gouvernement Napat |